# Kangana Ndiwa
Kangana Lord Ndiwa (ur. 8 lutego 1984 w Mawuella-Do Zombo) – piłkarz kongijski grający na pozycji obrońcy.

## Kariera klubowa
Karierę piłkarską Ndiwa rozpoczął w Szwecji, w amatorskim klubie Värtans IK. Grał w nim w 2002 roku, a w 2003 przeszedł do sztokholmskiego Djurgårdens IF. Nie rozegrał tam jednak żadnego spotkania ligowego, podobnie jak w kolejnym zespole, Boltonie Wanderers. Z Boltonu był wypożyczony do Oldham Athletic oraz do Rochdale A.F.C. W 2004 roku odszedł z klubu do amatorskiego Stalybridge Celtic. W sezonie 2005/2006 był zawodnikiem słoweńskiej Dravy Ptuj. Od lata 2006 grał w amatorskim Worthing F.C. Grał także w innych amatorskich klubach, takich jak Montrose F.C., Radcliffe Borough i A.F.C. Liverpool.

## Kariera reprezentacyjna
W reprezentacji Demokratycznej Republiki Konga Ndiwa zadebiutował w 2004 roku. W tym samym roku został powołany do kadry na Puchar Narodów Afryki. Na tym turnieju rozegrał jedno spotkanie, z Gwineą (1:2).